# Rotherhithe
Rotherhithe est un quartier résidentiel dans le sud de Londres, en Angleterre. Il fait partie du borough londonien de Southwark. Il est situé sur une avancée de la rive sud de la Tamise, face à Wapping et l'île aux Chiens.
Rotherhithe a une longue histoire en tant que port, avec de nombreux chantiers navals de l'ère élisabéthaine jusqu'au début du XXe siècle.
Le quartier est desservi par la gare de Rotherhithe et la gare et station de métro Canada Water.

## Origines du nom
Le nom Rotherhithe est probablement dérivé de rother, un mot vieil anglais pour bétail, et hythe, vieil anglais pour port. Le nom donc signifie « port au bétail ». Avant le XIXe siècle, le quartier était connu comme Redriff ou Redriffe, comme il est mentionné dans le Journal de Samuel Pepys.

## Les tunnels à Rotherhithe
Il y a deux tunnels sous la Tamise à Rotherhithe. Le plus vieux est le Tunnel sous la Tamise, reliant Rotherhithe avec Wapping en face. Il fut construit par Marc Isambart Brunel et son fils Isambard Kingdom Brunel en 1832, utilisant les tunneliers inventés par celui-là, et ouvert pour les piétons en 1843. Depuis 1865 il est un tunnel de chemin de fer pour la ligne desservant la station de Rotherhithe.

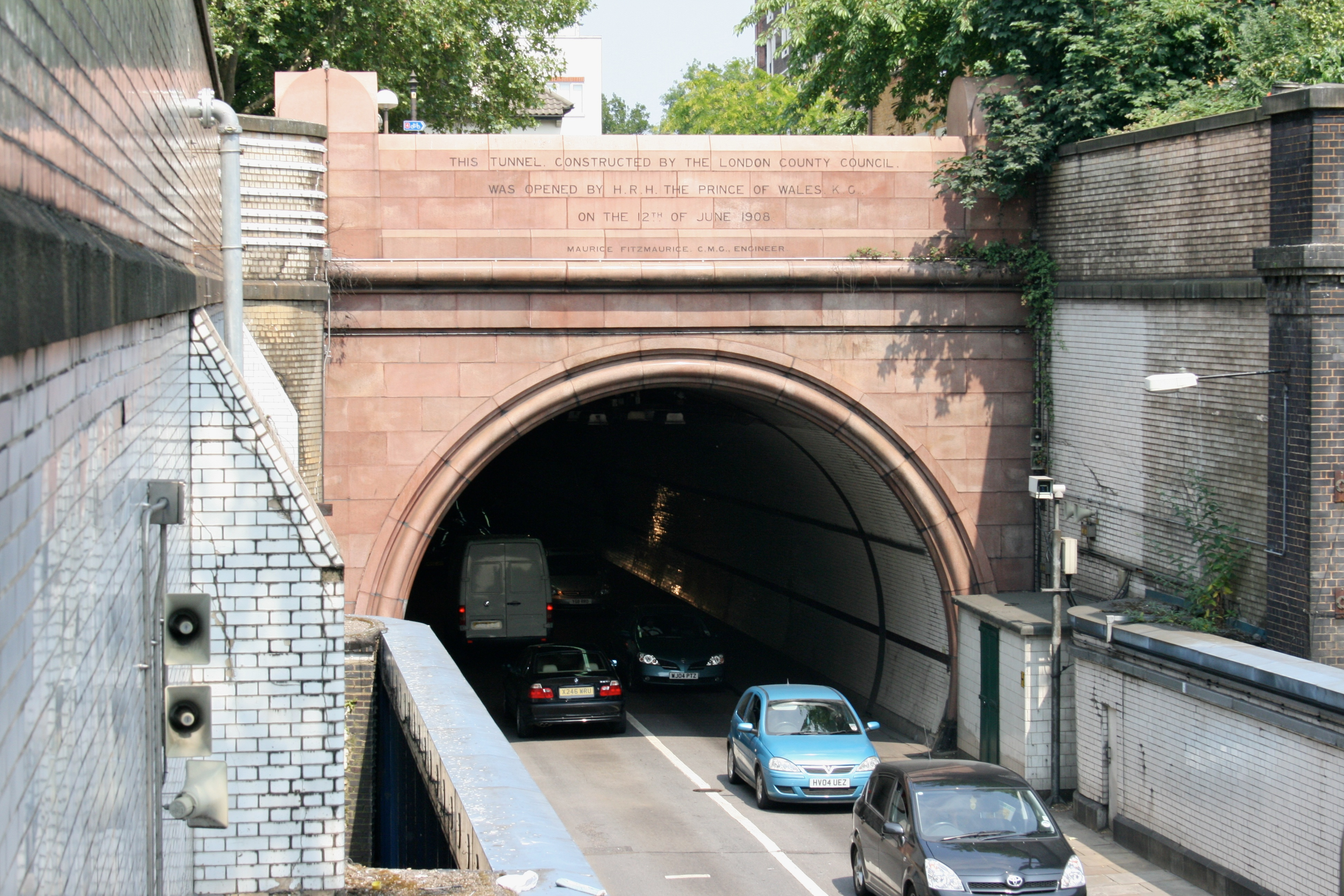
L'entrée du tunnel de Rotherhithe à Rotherhithe, qui montre la date de l'ouverture au-dessus.

En 1900, le travail commença par un tunnel routier (en) sous la Tamise à Rotherhithe, reliant le quartier avec Limehouse sur l'autre rive. Le tunnel fut construit en partie avec un tunnelier et en partie par la méthode de la tranchée couverte. L'ingénieur principal était Maurice Fitzmaurice du conseil du comté de Londres. Le tunnel fut ouvert le 12 juin 1908 par le Prince de Galles, le futur roi George V.

## Personnalités nées à Rotherhithe
- Sir John Leake (1656–1720), marin et homme politique
- Catharine Parr Traill (1802–1899), écrivaine et femme de lettres
- James Glaisher (1809-1903), astronome, météorologiste et aéronaute.
- William Lucas Distant (1845-1922) entomologiste britannique
- Max Bygraves (en) (1922–2012), acteur comique et chanteur
- Sir Michael Caine (1933– ), acteur

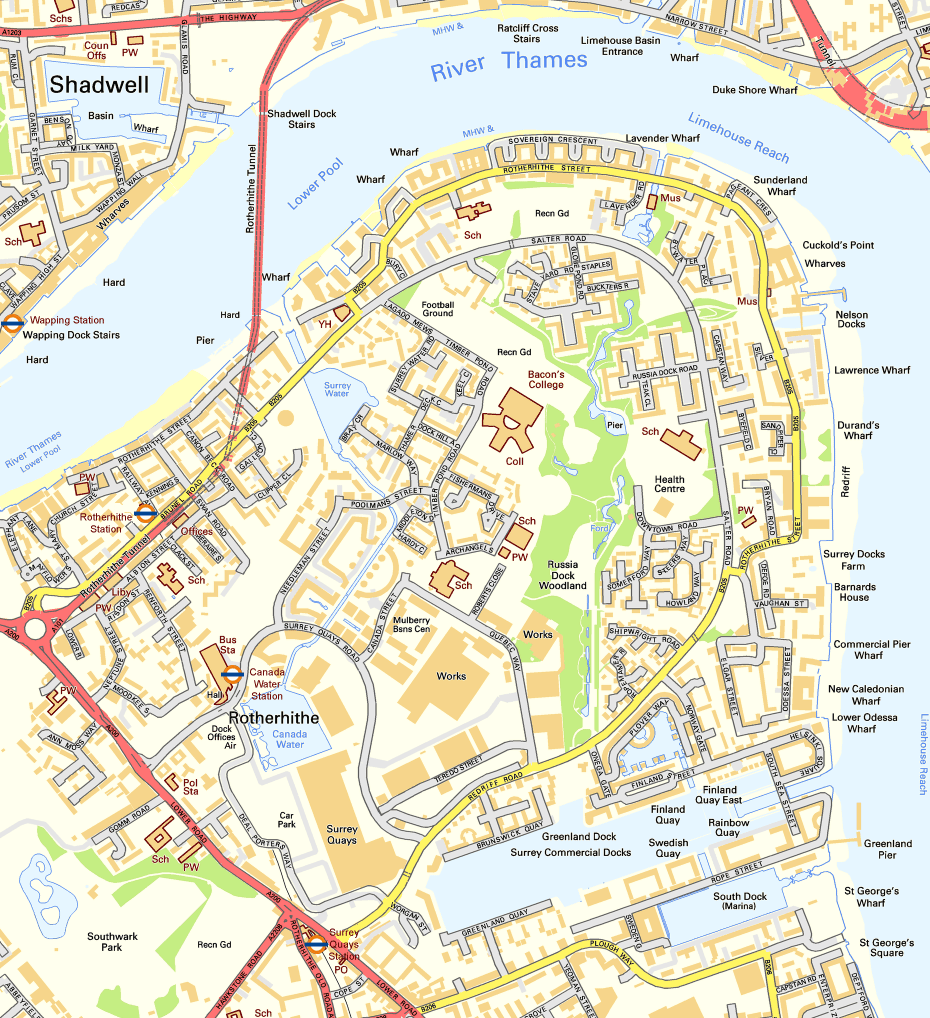
Carte de Rotherhithe.